# Andreas von Meyendorff
Andreas von Meyendorff (* 1522; † 1583) war Burgherr der Burg Ummendorf, Wegbereiter der Reformation in der Magdeburger Börde und Schüler Martin Luthers.

## Leben
Von Meyendorff studierte an der Universität Leipzig Theologie, Recht und Geschichte. Obwohl sein Onkel Georg von Meyendorff katholischer Domherr in Magdeburg war und sich gegen die Reformation wandte, wurde von Meyendorff, der auch bei Luther gelernt hatte, zu einem überzeugten Anhänger der neuen Lehre.
1545 wurde er Burgherr auf der Burg zu Ummendorf. Ihm oblag neben der Verwaltung der Burg auch die Rechtsprechung in der Umgebung, so auch in Eilsleben und Ovelgünne. Er setzte sich für die Durchsetzung seines Bekenntnisses ein und berief bereits 1553 einen evangelischen Pfarrer, Wolfgang Kropf, nach Ummendorf.
Der klassisch gebildete Andreas von Meyendorff pflegte Kontakt zu bekannten evangelischen Theologen wie Matthias Flacius, genannt Illyricus und Martin Chemnitz. In der Zeit der Zersplitterung der evangelischen Lehre nach Luthers Tod erarbeitete er gemeinsam mit Joachim von Alvensleben mit Unterstützung von Theologen 1563 die Confessio, in welcher er versuchte, die bestehenden theologischen Streitigkeiten beizulegen. Das Werk wird als ein Vorläufer der Konkordienformel angesehen.
In den Jahren 1573/74 gewährte er Tilemann Hesshus und Johannes Wigand Asyl auf seiner Burg.
Andreas von Meyendorff veranlasste 1554 den Bau eines Hospitals in Eilsleben. Eine von ihm in diesem Zusammenhang gegründete Stiftung war über mehrere Jahrhunderte hin aktiv. In den Jahren von 1556 bis 1566 erfolgte durch ihn eine umfassende Erneuerung der Dorfkirche Ummendorf. Der bereits 1535 begonnene Umbau der Burg im Stil der Renaissance wurde von ihm bis 1581 vollendet. Im Jahr 1564 gründete er eine Küsterschule. Der Schulbesuch wurde für Jungen in Ummendorf Pflicht und war kostenlos. 1576 ließ er den Burgturm um ein noch heute bestehendes achteckiges Turmzimmer aufstocken.
Im Alter von 61 Jahren starb er 1583. Ein Epitaph befindet sich in der Dorfkirche Ummendorf.

## Andreas von Meyendorff in der Literatur
Im historischen Roman „Auf den Flügeln der Morgenröte“ von Gunther Hirschligau, erschienen im Jahr 2000 im Dr. Ziethen Verlag, Oschersleben, ist eine Romanfigur ein Andreas von Meyendorff, die sich an die historische Person anlehnt.